# Shaanxi Aircraft Corporation
La Shaanxi Aircraft Corporation è un'azienda aeronautica cinese. Fondata nel 1969, ha sede nella città di Hanzhong, nella provincia dello Shaanxi, e fa parte del gruppo Aviation Industry Corporation of China (AVIC).

## Prodotti

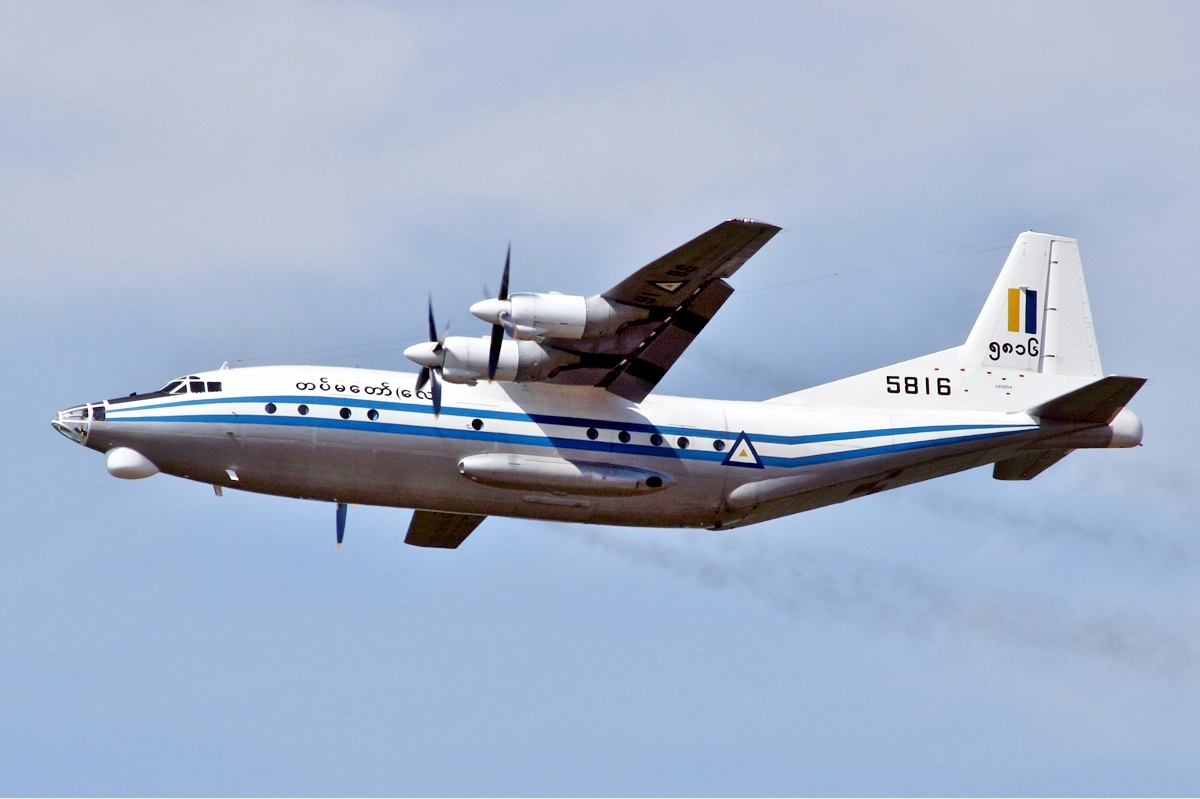
Shaanxi Y-8

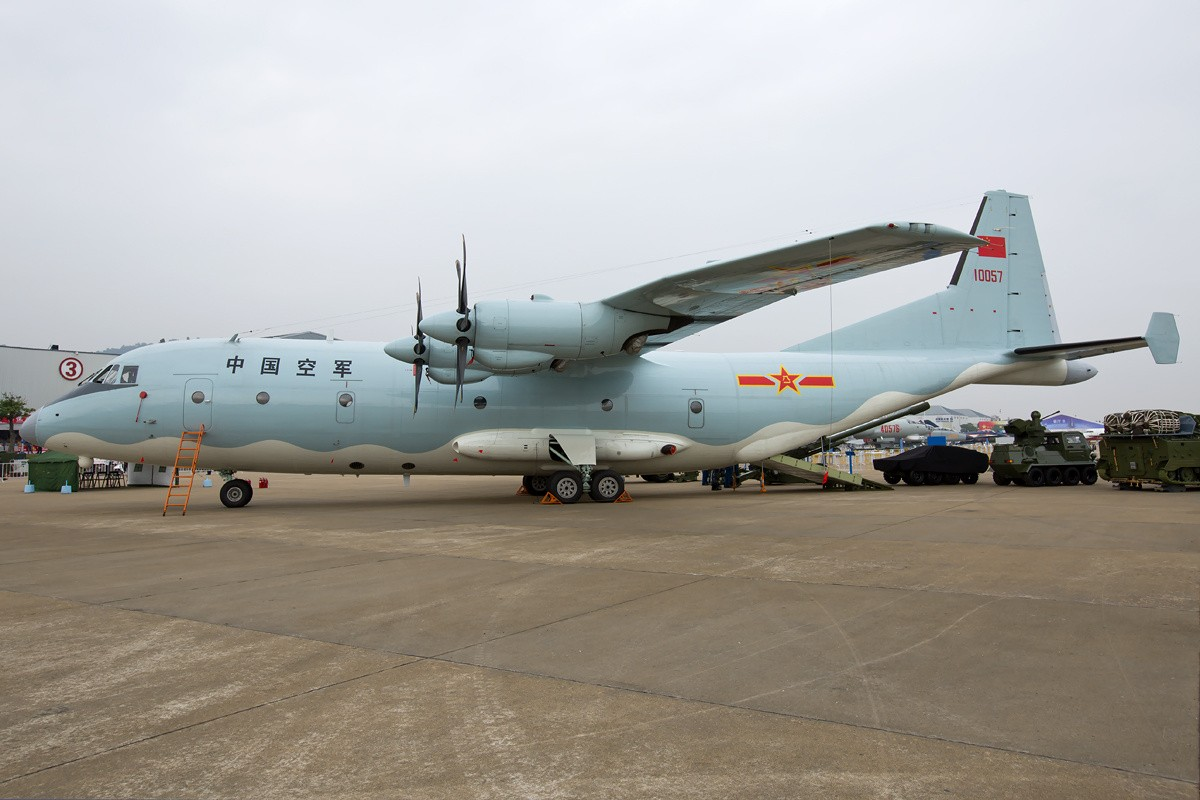
Shaanxi Y-9

### Trasporto
- Shaanxi Y-8 aereo da trasporto di medie dimensioni e medio raggio, copia dell'Antonov An-12
- Shaanxi Y-9 versione allungata dello Shaanxi Y-8
- Y-5 aereo da trasporto, copia dell'Antonov An-2
- Y-7 aereo da trasporto, copia dell'Antonov An-24
- Y-20 velivolo quadrimotore da trasporto militare